# Reacción republicana
La Reacción Republicana (en portugués: "Reação Republicana") fue una coalición política brasileña formada por partidos regionales para apoyar la candidatura de Nilo Peçanha a la presidencia del Brasil en las elecciones presidenciales de 1922. La coalición se formó con el objetivo de lanzar una candidatura de oposición a la política del café con leche vigente durante la República Velha. Con miembros procedentes principalmente de estados que alegaban falta de representación política, la coalición apoyó la candidatura de Nilo Peçanha a la presidencia y de José Joaquim Seabra a la vicepresidencia.